# Znamienka-Nowaja
Znamienka-Nowaja (ros. Знаменка-Новая) – przystanek kolejowy w miejscowości Znamienka, w rejonie bagrationowskim, w obwodzie królewieckim, w Rosji. Położony jest na linii Królewiec – Mamonowo. Peron znajduje się jedynie przy torze szerokim.
Stacja kolejowa w tym miejscu powstała przed II wojną światową. Do przystanku została zdegradowana w XXI w.